# The Lizard

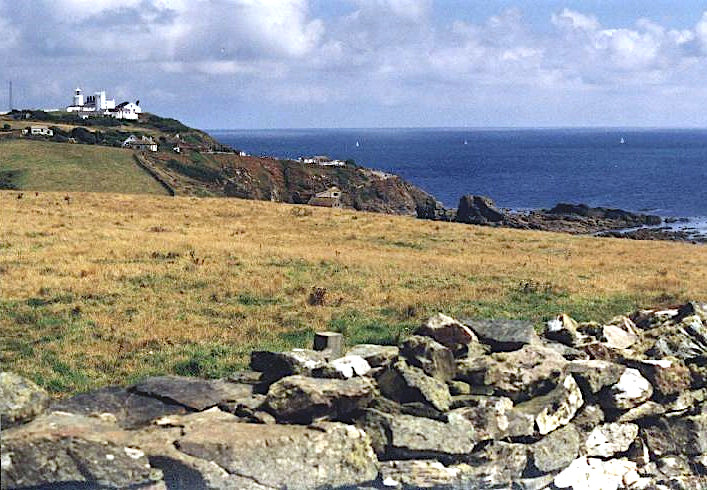
Punta Lizard.

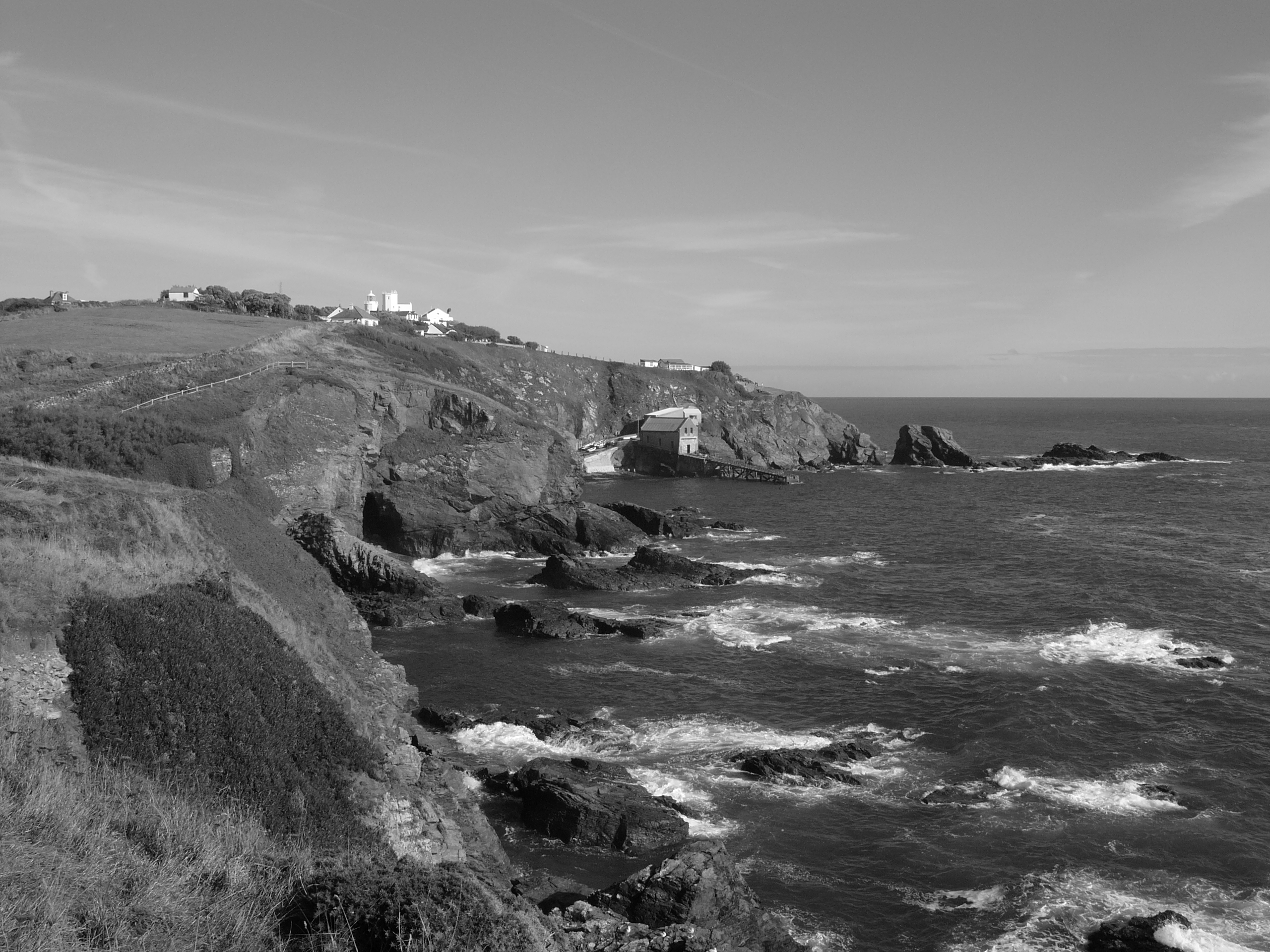
Punta Lizard.

The Lizard es una península en el sur de Cornualles, Reino Unido. Es el punto más meridional de la isla de Gran Bretaña y está cerca de Punta Lizard.
El pueblo de Lizard, la más meridional en la isla de Gran Bretaña, está en Landewednack, la parroquia civil más meridional.
La península mide aproximadamente 23 km por 23 km. Se encuentra al suroeste de Falmouth 16 km al este de Penzance.
El nombre "Lizard" es probablemente una corrupción del nombre córnico "Lys Ardh", que significa "corte alta"; es pura coincidencia que gran parte de la península esté compuesta por una roca llamada serpentinita. El nombre original de la península de Lizard pudo haber sido el nombre celta de "Predannack" ("el británico") como durante la Edad de Hierro (Piteas h. 325 a. C.) y el período romano, Gran Bretaña fue conocida como Pretannike (en griego) y como Albión (y los britones eran los Pretani).
La costa de Lizard es particularmente peligrosa para los barcos y los caminos marinos alrededor de la península fueron históricamente conocidos como el "Cementerio de Buques". El faro de Lizard fue construido en punta de Lizard en 1752 y la RNLI opera la estación de bote salvavidas.
Existen varios lugares naturales protegidos en la península de Lizard: la reserva natural de Predannack, la isla Mullion, Goonhilly Downs y el santuario de foca nacional en Gweek. Una zona de Lizard que abarca 1.662 hectáreas está protegida como reserva natural nacional debido a sus pradera y brezales de costas e interiores.
Hayle Kimbro Pool es un humedal importante y está progtegida como Zona de especial interés científico.